# Tranquilitita
La tranquilitita es un mineral de la clase nesosilicatos.
Su nombre se debe a que fue hallado en el Mar de la Tranquilidad, en la Luna, durante las misiones Apolo 11 y Apolo 12 en 1969 y posteriormente en rocas lunares de todas las misiones del Programa Apolo. Fue identificado en 1971. Es uno de los tres minerales descubiertos en la Luna, junto a la armalcolita y la piroxferrita. Fragmentos de  tranquilitita fueron encontrados posteriormente en África, en el meteorito marciano NWA 856.  Tranquilitita de origen terrestre ha sido hallada en Australia en 2011.

## Características químicas
Es un silicato anhidro de hierro, titanio y circonio, con estructura molecular de nesosilicato con cationes en coordinación seis o mayor. Además de los elementos de su fórmula, suele llevar como impurezas: calcio, itrio, hafnio, aluminio, cromo, niobio, neodimio y manganeso.

## Formación y yacimientos
Se forma como un producto de las últimas etapas de cristalización de magma lunar basáltico.
Suele encontrarse asociado a otros minerales como: troilita, piroxferroíta, tridimita, cristobalita, feldespato alcalino o vidrio félsico.